# 圣然戈尔夫 (上萨瓦省)
圣然戈尔夫（法語：Saint-Gingolph，法語發音：[sɛ̃ ʒɛ̃ɡɔlf]）是法国上萨瓦省的一个市镇，是圣然戈尔夫的法国部分，隔莫尔日河与瑞士同名市镇相望，属于托农莱班区。

## 地理
圣然戈尔夫（46°23'32"N, 6°48'7"E）面积7.33 平方千米，位于法国奥弗涅-罗讷-阿尔卑斯大区上萨瓦省，该省份为法国东部省份，历史上为薩伏依的一部分，北与瑞士接壤，西接安省，南至萨瓦省，东与瑞士和意大利接壤。
与圣然戈尔夫接壤的市镇（或旧市镇、城区）包括：聖然戈爾夫、梅耶里、诺韦勒、托隆莱梅米斯。

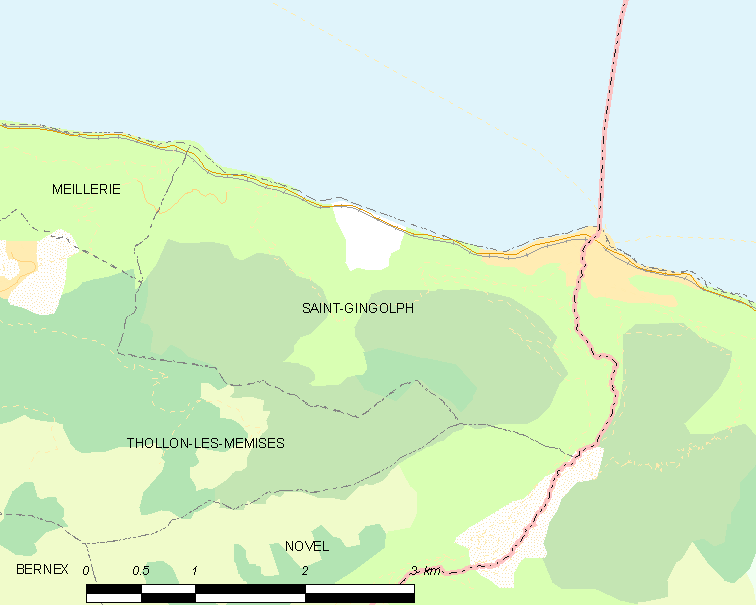
的OSM定位图

圣然戈尔夫的时区为UTC+01:00、UTC+02:00（夏令时）。

## 行政
圣然戈尔夫的邮政编码为74500，INSEE市镇编码为74237。

## 政治
圣然戈尔夫所属的省级选区为埃维昂莱班县。

## 人口

1962-2008年间人口变化图示

圣然戈尔夫于2022年1月1日时的人口数量为907人。